# James Henry Breasted
James Henry Breasted (født 27. august 1865 i Rockford, Illinois, død 2. december 1935) var en amerikansk arkæolog og historiker. Han blev uddannet ved North Central College, Chicago Theological Seminary, Yale University og Universität Berlin (1894). 
Breasted var den første amerikaner, som tog en mastergrad i egyptologi, og beskæftigede sig først og fremmest med spørgsmål om civilisationernes ophav og Den frugtbare halvmåne – et begreb han sandsynligvis introducerede. Han opbyggede klassisk historie og arkæologi ved University of Chicago og blev leder af Haskell Oriental Museum (dagens Oriental Institute) ved universitetet. 
I 1919 ledede Breasted den første amerikanske ekspedition for arkæologisk udgravning i Egypten.